# Anna Urjúmtseva
Anna Urjúmtseva, rus: Анна Уржумцева (Moscou, Rússia, 1984) és una traductora russa, llicenciada en Filologia hispànica (2006) i doctora en Filologia romànica (2009) per la Universitat Estatal Lomonóssov de Moscou. És professora titular al departament de Lingüística Iberoromànica de la facultat de Filologia de la mateixa universitat i actualment imparteix classes de castellà. La seva tesi doctoral i la majoria dels seus articles versen sobre el llenguatge polític espanyol.
A més d'això, s'interessa per un ampli repertori de temes culturals i de traducció i té un gran interès per la llengua catalana, que va aprendre a la Universitat Lomonóssov de Moscou i va perfeccionar a Mallorca, Andorra, Catalunya i València, gràcies a les beques de l'Institut Ramon Llull i del lectorat de català a Praga (Rep. Txeca). Posseeix certificat de nivell de suficiència de llengua catalana (C1).
El 2004 col·laborà en la traducció de quatre relats a l'edició russa de L'illa de Maians de Quim Monzó, coordinada per la professora i traductora Marina Abràmova. El 2008 impartí un curs de català a l'Institut de Lingüística de la Universitat Estatal d'Humanitats de Rússia. El 2007, durant una beca de treball a la Institució Pública Antoni M. Alcover, va conèixer les rondalles mallorquines d'Antoni M. Alcover i les va voler compartir amb els lectors russos. De moment s'han publicat les traduccions de cinc rondalles.